# Ермаки (Вагайский район)
Ермаки — деревня в Вагайском районе Тюменской области, входит в состав сельского поселения Зареченское.
Упоминается в старинных песнях жителей Сибири.

## География
Деревня находится между рекой Вагай и озером Круглое.

## Население
| 2010 |
| ---- |
| 0    |

- 1904 году население 53 человека.

- В 2010 году уехал последний житель Ветеран ВОВ В.Н.Сивков.[3]